# Кубок португальської ліги з футболу 2020—2021
Кубок португальської ліги 2020—2021 — 14-й розіграш Кубка португальської ліги (також відомий як Таша да Ліга). Титул втретє здобув Спортінг (Лісабон).

## Формат змагання
У зв'язку із Коронавірусною хворобою формат змагання зазнав змін. У цьому розіграші візьмуть участь всього 8 команд: 6 найкращих команд із Прімейра-Ліги та 2 найкращі команди із Ліги Про у турнірній таблиці на закінчення листопада. Переможець змагання визначається за системою плей-оф, кожний раунд складається із одного матчу.

## Календар
| Раунд      | Дата              | Матчі | Клуби |
| ---------- | ----------------- | ----- | ----- |
| 1/4 фіналу | 15-17 грудня 2020 | 4     | 8 → 4 |
| 1/2 фіналу | 19-20 січня 2021  | 2     | 4 → 2 |
| Фінал      | 23 січня 2021     | 1     | 2 → 1 |

## 1/4 фіналу
| Команда 1          | Рахунок      | Команда 2           |
| ------------------ | ------------ | ------------------- |
| 15 грудня 2020     |              |                     |
| Спортінг (Лісабон) | 2:0          | Мафра (2)           |
| 16 грудня 2020     |              |                     |
| Порту              | 2:1          | Пасуш-де-Феррейра   |
| Бенфіка            | 1:1 пен. 4:1 | Віторія (Гімарайнш) |
| 17 грудня 2020     |              |                     |
| Брага              | 3:1          | Ештуріл-Прая (2)    |

## 1/2 фіналу
| Команда 1          | Рахунок | Команда 2 |
| ------------------ | ------- | --------- |
| 19 січня 2021      |         |           |
| Спортінг (Лісабон) | 2:1     | Порту     |
| 20 січня 2021      |         |           |
| Брага              | 2:1     | Бенфіка   |

## Фінал
| 23 січня 2021 19:45 (UTC+0) |

| Спортінг (Лісабон) | 1:0      | Брага |
| ------------------ | -------- | ----- |
| Порро 41'          | Протокол |       |

| Магальяйнш Песоа, Лейрія Глядачів: 0 Арбітр: Тьягу Мартінш |